# 1994 FIFAワールドカップ
1994 FIFAワールドカップ（英: 1994 FIFA World Cup）は、1994年6月17日から7月17日にかけて、アメリカ合衆国で開催された15回目のFIFAワールドカップである。

## 予選
開催国アメリカと前回大会優勝国ドイツは予選免除となり、残る22枠を巡って各大陸・地域で予選が行われた。
ヨーロッパ予選では、優勝経験国であるイングランドと1998年大会の開催予定国であるフランスが敗退するという波乱が起きた。フランスは最終節のホームゲームで、試合終了間際にブルガリアに決勝点を奪われるというショッキングな結末だった（パリの悲劇）。EURO '92を制したデンマークも予選敗退し、前回大会ベスト8のユーゴスラビアは内戦の影響で予選から除外された。
南米予選では、2強のブラジルとアルゼンチンが予選突破に苦しんだ。ブラジルはアウェーのボリビア戦で南米予選初黒星を喫し、最終節で辛くも本大会出場を決めた。アルゼンチンはホームゲームでコロンビアに0-5と大敗し、大陸間プレーオフでオーストラリアを退けアメリカ行きを決めた。なおチリはロハス事件のため、予選参加を禁止された。
アフリカ予選ではナイジェリアが、アジア予選ではサウジアラビアが初出場を果たした。アジア予選では日本も初出場の一歩手前まで近づいたが、フランスと同じく、最終節イラク戦の試合終了間際に同点に追いつかれチャンスを逃した（ドーハの悲劇）。

## 出場国
出場選手は1994 FIFAワールドカップ参加チームを参照。
| 大陸連盟 | 出場 枠数 | 予選       | 組 予選順位 | 組 予選順位 | 出場国・地域   | 出場回数         | 備考       |
| -------- | --------- | ---------- | ----------- | ----------- | -------------- | ---------------- | ---------- |
| CONCACAF | 1+1.25    | 開催国     | 開催国      | 開催国      | アメリカ合衆国 | 2大会連続5回目   |            |
| CONCACAF | 1+1.25    | 最終予選   | 1位         | 1位         | メキシコ       | 2大会ぶり10回目  |            |
| UEFA     | 1+12      | 前回優勝国 | 前回優勝国  | 前回優勝国  | ドイツ         | 11大会連続13回目 |            |
| UEFA     | 1+12      | 欧州予選   | 1組         | 1位         | イタリア       | 9大会連続13回目  |            |
| UEFA     | 1+12      | 欧州予選   | 1組         | 2位         | スイス         | 7大会ぶり7回目   |            |
| UEFA     | 1+12      | 欧州予選   | 2組         | 1位         | ノルウェー     | 12大会ぶり2回目  |            |
| UEFA     | 1+12      | 欧州予選   | 2組         | 2位         | オランダ       | 2大会連続6回目   |            |
| UEFA     | 1+12      | 欧州予選   | 3組         | 1位         | スペイン       | 5大会連続9回目   |            |
| UEFA     | 1+12      | 欧州予選   | 3組         | 2位         | アイルランド   | 2大会連続2回目   |            |
| UEFA     | 1+12      | 欧州予選   | 4組         | 1位         | ルーマニア     | 2大会連続6回目   |            |
| UEFA     | 1+12      | 欧州予選   | 4組         | 2位         | ベルギー       | 4大会連続9回目   |            |
| UEFA     | 1+12      | 欧州予選   | 5組         | 1位         | ギリシャ       | 初出場           |            |
| UEFA     | 1+12      | 欧州予選   | 5組         | 2位         | ロシア         | 4大会連続8回目   |            |
| UEFA     | 1+12      | 欧州予選   | 6組         | 1位         | スウェーデン   | 2大会連続9回目   |            |
| UEFA     | 1+12      | 欧州予選   | 6組         | 2位         | ブルガリア     | 2大会ぶり6回目   |            |
| CONMEBOL | 3.5       | 南米予選   | 1組         | 1位         | コロンビア     | 2大会連続3回目   |            |
| CONMEBOL | 3.5       | 南米予選   | 1組         | 2位         | アルゼンチン   | 6大会連続11回目  | ○          |
| CONMEBOL | 3.5       | 南米予選   | 2組         | 1位         | ブラジル       | 15大会連続15回目 |            |
| CONMEBOL | 3.5       | 南米予選   | 2組         | 2位         | ボリビア       | 11大会ぶり3回目  |            |
| CAF      | 3         | 最終予選   | A組         | 1位         | ナイジェリア   | 初出場           |            |
| CAF      | 3         | 最終予選   | B組         | 1位         | モロッコ       | 2大会ぶり3回目   |            |
| CAF      | 3         | 最終予選   | C組         | 1位         | カメルーン     | 2大会連続3回目   |            |
| AFC      | 2         | 最終予選   | 1位         | 1位         | サウジアラビア | 初出場           |            |
| AFC      | 2         | 最終予選   | 2位         | 2位         | 韓国           | 3大会連続4回目   |            |
| OFC      | 0.25      | 地区予選   | 出場国無し  | 出場国無し  | 出場国無し     | 出場国無し       | 出場国無し |

- 備考欄の「○」は大陸間プレーオフに勝利の上、出場が決定したチーム。

## 本大会

### 「サッカー不毛の地」での開催

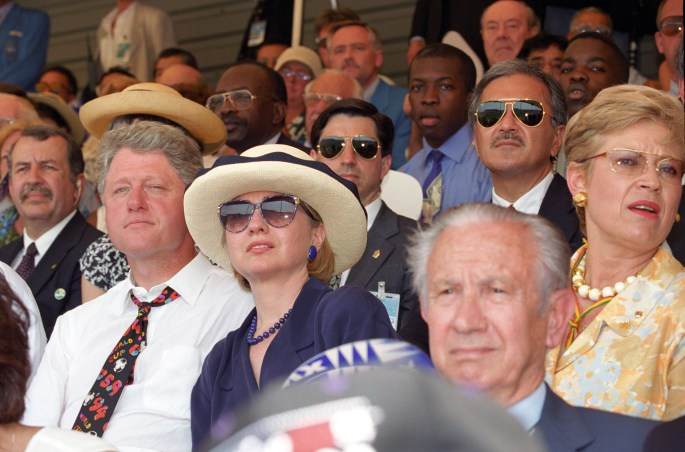
シカゴでドイツXボリビア開幕戦を観戦するクリントン大統領夫妻（1994年6月17日）

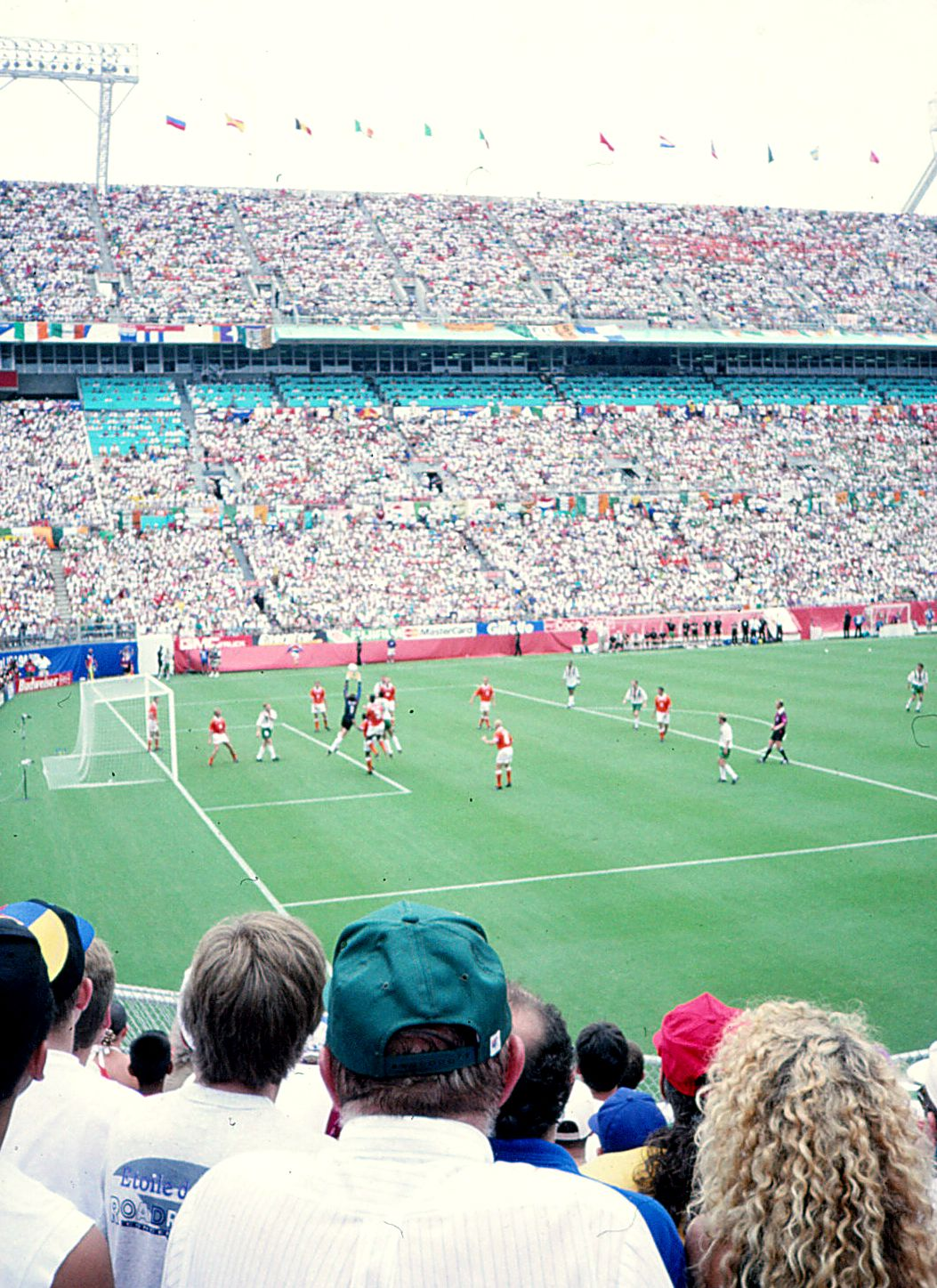
オーランドシトラスボウルで行われたアイルランド×オランダ戦（1994年7月4日）

サッカーは世界的には非常に人気が高いが、アメリカではメジャースポーツ（野球・アメリカンフットボール・バスケットボール・アイスホッケー）の人気に及ばず、国内プロリーグの北米サッカーリーグも世界のスター選手を集めながら消滅していた。代表チームの下馬評は低く、開幕前まで大会の盛り上がりは予想できなかった。
しかし、知将ボラ・ミルティノビッチ率いるアメリカはグループリーグで強豪コロンビアを退け、開催国のノルマである決勝トーナメント進出に成功。アレクシー・ララスやトニー・メオラのような人気選手も生まれ、国民の声援も高まっていった。決勝トーナメント1回戦では7月4日の独立記念日に王国ブラジルと対戦し、0-1で敗れるも善戦した。アメリカンフットボールのスタジアムなど会場の規模が最低でも収容人員数5万人台、最大で9万人以上と大きかったこともあり、観客動員数は約359万人、1試合あたり約6.9万人を記録した。これは試合数が52試合から64試合に増えたフランス大会以降の大会をも上回る最高記録である。この大会の成功をステップにして、1996年には新たなプロリーグ、メジャーリーグサッカー（MLS）が創設された。
他方、プレイヤーサイドから見ると、アメリカの広大な大陸を舞台にするため、各会場間の長距離移動、時差、気温・湿度の変化といったコンディションの厳しさがあった（西海岸は過ごしやすく、東海岸は蒸し暑かった）。さらに、ヨーロッパ諸国のゴールデンアワーのテレビ中継に合うようスケジュールが組まれたため、真夏の炎天下でのデーゲームが多くなった（アメリカンフットボールのスタジアムには日差しを遮る屋根が無い）。このため、体力面でのタフさが勝敗に左右するなど、相手チーム以上に暑さが敵だと言われていた。消耗の激しい試合が続く中で、自陣を固めてカウンターを仕掛ける堅守速攻型のチームが活躍を見せることになった。

### 強豪の敗退と伏兵の進出
前回大会の優勝国ドイツと準優勝国アルゼンチンはベスト4にたどり着けず敗退した。国家再統一により東西合同チームとなったドイツは前回優勝メンバーを揃えたもののチームが高齢化しており、エッフェンベルクとバスラーが大会途中でチームを離れるなど、チーム内が一枚岩ではない状況だった。準々決勝で伏兵ブルガリアに足をすくわれ、4大会連続の決勝進出はならなかった。英雄ディエゴ・マラドーナが復帰したアルゼンチンはガブリエル・バティストゥータのハットトリックで好発進したが、ナイジェリア戦後のドーピング検査でマラドーナの尿からエフェドリンが検出され、無期限出場停止で大会から追放された。これでムードは暗転して次戦のブルガリアに敗れ、3位に転落してのグループリーグ突破となった。これによりダラスからロサンゼルスへの中2日の厳しい移動を強いられ、決勝トーナメント1回戦でルーマニアに敗れた。カルロス・バルデラマら魅惑的なタレントを擁し、ペレが優勝候補と認めたコロンビアは初戦から連敗と躓いたのが響き、グループA最下位で早々に大会を去った。アメリカ戦でオウンゴールを犯したアンドレス・エスコバルは、帰国後に地元のバーで射殺された(エスコバルの悲劇)。サッカー賭博による損失への逆恨みとも言われているが、FIFA及び世界中から強い批判の声が挙がった。なお、事件直後に行われた決勝トーナメント1回戦のドイツ-ベルギー戦とスペイン-スイス戦では、彼の死を悼んでキックオフ前に黙祷が捧げられた。
予想外の活躍で大会を盛り上げたチームもあった。ブルガリアは初戦で0-3と大敗したが、第2戦でワールドカップ初勝利を挙げると、アルゼンチン・メキシコ・ドイツと強豪国を破ってベスト4まで進出。強豪フランスを土壇場で予選敗退に追い込んだ、ヨーロッパ予選から続く快進撃で国民を喜ばせた。エースのフリスト・ストイチコフは6得点で大会得点王を獲得し、年末にバロンドールを受賞した。北欧のスウェーデンは猛暑に屈せず、トマス・ブロリン、ケネット・アンデションら攻撃陣が活躍し、1958年大会の準優勝に次ぐ3位という成績を収めた。初戦でブルガリアに圧勝したナイジェリアは初出場でグループリーグを1位で突破し、決勝トーナメント1回戦でもイタリアをあと一歩まで追い詰めた。サウジアラビアも初出場ながら1966年大会の北朝鮮以来となるアジア勢の勝利を挙げ、決勝トーナメント進出を果たした。グループFベルギー戦でサイード・オワイランが魅せた60mドリブル4人抜きゴールは大会のハイライトの一つとなった。
個々のプレーヤーでは、ルーマニアをベスト8まで導いた「東欧のマラドーナ」ことゲオルゲ・ハジ、GKとしては小柄ながら俊敏なセービングと派手なユニフォームが目立ったメキシコのホルヘ・カンポス、ファインセーブを連発してヤシン賞（最優秀GK賞）を受賞したベルギーのミシェル・プロドームなどの活躍が光った。

### 決勝初のPK戦決着の明暗
7月17日にロサンゼルスで行われた決勝戦では、ともに優勝3回を誇る伝統国ブラジルとイタリアが対戦した。このカードの決勝戦は、ブラジルが3回目の優勝を記した1970年大会以来となる。ぬかりなく勝ち上がってきた「攻め」のブラジルと、しぶとく調子を上げてきた「守り」のイタリアという構図で、ともに準決勝までに5得点を挙げていたロマーリオとロベルト・バッジョのエース対決も注目された。試合は炎天下で動きのないまま進み、延長戦も0-0のまま終了し、ワールドカップ史上初の決勝PK戦に突入。ブラジルは主将ドゥンガらがPKを決めたのに対して、イタリアは守備の要フランコ・バレージが1番手、名手ロベルト・バッジョが最後の5番手としてゴールバーの上に蹴り上げてしまい、1970年大会以来6大会ぶりに、単独最多となる4回目のワールドカップを制覇した。ロマーリオは無得点に終わったものの、ゴールデンボール（大会MVP）を受賞した。
大会前、ブラジルへの期待度は低かったが、ロマーリオとベベットの2トップ、ドゥンガとマウロ・シウバのダブルボランチ、マルシオ・サントスとアウダイールのDFラインは良く機能し、レギュラーのアクシデントを補う控え選手の質も高かった。また、5月にF1のレース中に事故死した英雄アイルトン・セナに報い、国民を勇気づけようとチームが団結していた。試合前には選手同士が手をつないで入場し、決勝戦後にはセナへのメッセージを書いた横断幕を掲げた。しかし、ブラジル国内ではカルロス・アルベルト・パレイラ監督のバランス重視の戦術が「芸術的ではない」と批判され、24年ぶりの王者は正当に評価されなかった。

### 出来事
- これまでの大会では、スウェーデン大会を除いてはヨーロッパ諸国と南米諸国がそれぞれの地域内の大会で優勝を果たしていたので、初の中立地開催となったこの大会が注目されたが、アメリカ大陸のブラジルが優勝した。また、1974年大会から5大会続いた「開幕戦に登場する前回大会優勝国が勝てない（負けか引き分ける）」というジンクスは、今回ドイツがボリビアに勝利して破られた。
- グループリーグB組では既に敗退が濃厚となっていたチーム同士の対戦として然して注目されていなかったロシア対カメルーンでワールドカップレコードが2つも生まれた。一つ目はロシアの若きFWオレグ・サレンコによる「1試合5得点」の最多得点記録。彼はスウェーデン戦でも1得点しており、計6得点でフリスト・ストイチコフと並び今大会の得点王となった。チームがグループリーグで敗退したにもかかわらず大会得点王となったのは、長いワールドカップの歴史の中でも彼だけである。もう一つはカメルーン大統領の要請により、引退からW杯限定で復帰したベテランFWロジェ・ミラによる「ワールドカップ最年長ゴール（42歳）」。この二つの記録は現在も破られていない。
- 激戦区といわれたグループリーグE組では史上初めて全チームが1勝1敗1分と勝ち点・得失点差で並んだ。総得点が3と最も多かったメキシコが1位通過となり、総得点2で並び、直接対決の結果を踏まえてアイルランドが2位、イタリアが3位での通過となった。12大会ぶりの出場となったノルウェーは持ち前の堅守が機能して、3試合をグループ最少1失点に抑える健闘を見せたが最少1得点に泣いた。

### ルール変更
アメリカでサッカー人気が盛り上がらない理由の一つに、「なかなか得点が入らない」という見方がある。前回イタリア大会はリスクを抑えた消極的な試合運びや時間稼ぎが横行し、1試合平均2.21得点と過去最低を記録した。FIFAは積極的に得点を狙うプレーを促進するようなルール改正を行った。今大会では総得点141点・1試合平均2.71点と改善し、24チーム52試合制で行われた4大会の中では1982年大会（総得点146点・1試合平均2.80点）に次ぐアベレージを記録した。
- グループリーグにおける勝ち点が「勝利2・引き分け1・敗戦0」から「勝利3・引き分け1・敗戦0」に変更された。これにより1勝に対する重みが大きく増し、引き分けよりも勝利を目指す志向が強くなった。またサッカーが零和ゲームではなくなったという意味でもこの勝点変更は大きなターニングポイントと言える。
- オフサイドの解釈が緩和され、「攻撃側の選手がオフサイドポジションに残っていても、その選手がプレーに直接関与しなければ、オフサイドをとられない」と変更された。ベスト8屈指の好カードとなったオランダ対ブラジル戦では、この判断に迷ったオランダ選手の隙を突いてブラジルの2点目が生まれた[9]。
- 選手の交代枠が最大2人から3人（フィールドプレイヤー2人+ゴールキーパー）に増員された[10]。それまではGKのアクシデントに備えて交代枠を1つ余らせ、実質1名しか途中交代できなかったが、ルール改正により積極的にフィールドプレーヤー2人を投入することが可能になった。なお、1995年7月には公式戦での交代はポジションを問わず最大3名交代できる制度が施行された[11]。
- ジャッジに関しては「主審・副審の専任制度」が今回から初めて導入されている。
- 選手が着用するユニフォームの背番号の上に自身の名前（背ネーム）が入れられた。また、審判服も伝統的な黒一色から色のついたバリエーションが認められるようになった。

### フェアプレーの遵守
ラフプレーや故意犯的な反則が増加した前回大会の反省を踏まえ、FIFAは「危険もしくは故意犯的な反則に対しては厳しく裁定するように、それを守らないレフェリーには即刻帰国してもらう」という異例の通達を出していた。そのため、警告数は前回の163から235と72件も増加した。反則を厳しく取らなかったレフェリーや、明らかにPKを与えるべき反則を見逃してしまったレフェリーが解雇される事態も起きた。一方で退場者は前回16から15と横這いにとどめ、グループリーグで警告1枚の選手に対しては、決勝トーナメントではその1枚が累積しない配慮もとられた。一発退場の中には、ナイジェリア戦のイタリアFWジャンフランコ・ゾラのような厳しい裁定もあった。
この大会ではビデオによる事後裁定が初めて適用された。準々決勝のイタリア対スペイン戦で、イタリア1点リードの終了直前、イタリアDFマウロ・タソッティがゴール前で競ったスペインFWルイス・エンリケの鼻に肘打ちを見舞い、鼻骨骨折・流血させる事態が起きた。レフェリーの死角でのアクシデントであったため、PKの裁定にはならずイタリアが勝利したが、事態を重く見たFIFAはこの試合後にタソッティに対し、8試合出場停止という重い処分を下した。タソッティ以外にも、アメリカ戦で肘打ちで一発退場となったブラジル代表レオナルドと、ドイツ戦で交代出場直後に一発退場になったボリビア代表マルコ・エチェベリに対しても、それぞれ4試合・2試合の出場停止が科せられ、その後の試合出場が不可になった。また、韓国戦で自国サポーターからのブーイングに対して中指を突きたてたドイツ代表シュテファン・エッフェンベルクに対し、ドイツサッカー協会が大会からの追放処分を科す出来事も起きた。

### 会場一覧
| カリフォルニア州パサデナ (ロサンゼルス) | カリフォルニア州スタンフォード (サンフランシスコ)                                                                                                  | ミシガン州ポンティアック (デトロイト) | ニュージャージー州イーストラザフォード (ニューヨーク)                                                                                              |
| --------------------------------------- | --- | --- | --- |
| ローズボウル                            | スタンフォード・スタジアム | ポンティアック・シルバードーム | ジャイアンツ・スタジアム |
| 収容人数: 94,194                        | 収容人数: 84,147 | 収容人数: 77,557 | 収容人数: 76,322 |
|                                         | | | |
| テキサス州ダラス                        | パサデナポンティアックスタンフォードイーストラザフォードオーランドシカゴダラスフォックスボロワシントンD.C.1994 FIFAワールドカップ (アメリカ合衆国) | パサデナポンティアックスタンフォードイーストラザフォードオーランドシカゴダラスフォックスボロワシントンD.C.1994 FIFAワールドカップ (アメリカ合衆国) | パサデナポンティアックスタンフォードイーストラザフォードオーランドシカゴダラスフォックスボロワシントンD.C.1994 FIFAワールドカップ (アメリカ合衆国) |
| コットン・ボウル                        | パサデナポンティアックスタンフォードイーストラザフォードオーランドシカゴダラスフォックスボロワシントンD.C.1994 FIFAワールドカップ (アメリカ合衆国) | パサデナポンティアックスタンフォードイーストラザフォードオーランドシカゴダラスフォックスボロワシントンD.C.1994 FIFAワールドカップ (アメリカ合衆国) | パサデナポンティアックスタンフォードイーストラザフォードオーランドシカゴダラスフォックスボロワシントンD.C.1994 FIFAワールドカップ (アメリカ合衆国) |
| 収容人数: 64,000                        | パサデナポンティアックスタンフォードイーストラザフォードオーランドシカゴダラスフォックスボロワシントンD.C.1994 FIFAワールドカップ (アメリカ合衆国) | パサデナポンティアックスタンフォードイーストラザフォードオーランドシカゴダラスフォックスボロワシントンD.C.1994 FIFAワールドカップ (アメリカ合衆国) | パサデナポンティアックスタンフォードイーストラザフォードオーランドシカゴダラスフォックスボロワシントンD.C.1994 FIFAワールドカップ (アメリカ合衆国) |
|                                         | パサデナポンティアックスタンフォードイーストラザフォードオーランドシカゴダラスフォックスボロワシントンD.C.1994 FIFAワールドカップ (アメリカ合衆国) | パサデナポンティアックスタンフォードイーストラザフォードオーランドシカゴダラスフォックスボロワシントンD.C.1994 FIFAワールドカップ (アメリカ合衆国) | パサデナポンティアックスタンフォードイーストラザフォードオーランドシカゴダラスフォックスボロワシントンD.C.1994 FIFAワールドカップ (アメリカ合衆国) |
| イリノイ州シカゴ                        | フロリダ州オーランド | マサチューセッツ州フォックスボロ (ボストン) | ワシントンD.C. |
| ソルジャー・フィールド                  | シトラス・ボウル | フォックスボロ・スタジアム | ロバート・F・ケネディ・メモリアル・スタジアム |
| 収容人数: 63,160                        | 収容人数: 62,387 | 収容人数: 54,456 | 収容人数: 53,121 |
|                                         | | | |

- アメリカ国内の西海岸から東海岸にかけての9都市で試合が行われた。
- サッカー用スタジアムが少なかったため、NFLやカレッジフットボールなどアメリカンフットボールのスタジアムを利用した。ゴールラインの幅が規定より狭くなるスタジアムもあったが、「ニューヨークでの試合を実現するために」FIFAが容認したという[12]。
- ジャイアンツ・スタジアムとポンティアック・シルバードームでは、FIFAの規定に従って人工芝の上に天然芝のシートを敷き詰め、試合を行った。
- 会場によって時差が発生するため、移動で大陸横断をするチームは最大3時間の時差調整に苦慮した。

※いくつかの競技場は大会後の改装でスペックが変更されており、収容人員数は大会当時のもの。また、1996年開幕のメジャーリーグサッカーの本拠地となったスタジアムもある。

## 結果

### グループリーグ

#### グループ A
| 順 位 | チーム         | 勝 点 | 試 合 | 勝 利 | 引 分 | 敗 戦 | 得 点 | 失 点 | 点 差 |
| ----- | -------------- | ----- | ----- | ----- | ----- | ----- | ----- | ----- | ----- |
| 1     | ルーマニア     | 6     | 3     | 2     | 0     | 1     | 5     | 5     | 0     |
| 2     | スイス         | 4     | 3     | 1     | 1     | 1     | 5     | 4     | +1    |
| 3     | アメリカ合衆国 | 4     | 3     | 1     | 1     | 1     | 3     | 3     | 0     |
| 4     | コロンビア     | 3     | 3     | 1     | 0     | 2     | 4     | 5     | -1    |

| 1994年6月18日 11:35 |

| アメリカ合衆国  | 1 - 1    | スイス        |
| ウィナルダ 45分 | レポート | ブレギー 39分 |

| ポンティアック・シルバードーム（ポンティアック） 観客数: 63,425人 主審: フランシスコ・ラモリーナ |

| 1994年6月18日 16:35 |

| コロンビア      | 1 - 3    | ルーマニア                        |
| バレンシア 43分 | レポート | ラドチョウ 16分, 89分 · ハジ 34分 |

| ローズボウル（パサデナ） 観客数: 93,586人 主審: ジャマル・アル・シャリフ |

| 1994年6月22日 16:05 |

| ルーマニア | 1 - 4    | スイス                                                  |
| ハジ 36分  | レポート | ズッター 16分 · シャピュイサ 53分 · クヌップ 66分, 72分 |

| ポンティアック・シルバードーム（ポンティアック） 観客数: 61,428人 主審: ネジ・ジュイニ |

| 1994年6月22日 16:35 |

| アメリカ合衆国                               | 2 - 1    | コロンビア      |
| （エスコバル） 34分 (OG) · スチュワート 52分 | レポート | バレンシア 89分 |

| ローズボウル（パサデナ） 観客数: 93,689人 主審: ファビオ・バルダス |

| 1994年6月26日 13:05 |

| アメリカ合衆国 | 0 - 1    | ルーマニア      |
|                | レポート | ペトレスク 17分 |

| ローズボウル, パサデナ 観客数: 93,869人 主審: マリオ・ファン・デル・エンデ |

| 1994年6月26日 13:05 |

| スイス | 0 - 2    | コロンビア                    |
|        | レポート | ガビリア 44分 · ロサーノ 89分 |

| スタンフォード・スタジアム（スタンフォード） 観客数: 83,401人 主審: ペーター・ミケルセン |

#### グループ B
| 順 位 | チーム       | 勝 点 | 試 合 | 勝 利 | 引 分 | 敗 戦 | 得 点 | 失 点 | 点 差 |
| ----- | ------------ | ----- | ----- | ----- | ----- | ----- | ----- | ----- | ----- |
| 1     | ブラジル     | 7     | 3     | 2     | 1     | 0     | 6     | 1     | +5    |
| 2     | スウェーデン | 5     | 3     | 1     | 2     | 0     | 6     | 4     | +2    |
| 3     | ロシア       | 3     | 3     | 1     | 0     | 2     | 7     | 6     | +1    |
| 4     | カメルーン   | 1     | 3     | 0     | 1     | 2     | 3     | 11    | -8    |

| 1994年6月19日 16:35 |

| カメルーン                        | 2 - 2    | スウェーデン               |
| エンベ 31分 · オマン＝ビイク 47分 | レポート | ユング 8分 · ダーリン 75分 |

| ローズボウル（パサデナ） 観客数: 93,194人 主審: アルベルト・テハーダ |

| 1994年6月20日 13:05 |

| ブラジル                           | 2 - 0    | ロシア |
| ロマーリオ 26分 · ライー 52分 (PK) | レポート |        |

| スタンフォード・スタジアム（スタンフォード） 観客数: 81,061人 主審: リム・キー・チョン |

| 1994年6月24日 13:05 |

| ブラジル                                                  | 3 - 0    | カメルーン |
| ロマーリオ 39分 · マルシオ・サントス 66分 · ベベット 73分 | レポート |            |

| スタンフォード・スタジアム（スタンフォード） 観客数: 83,401人 主審: アルトゥーロ・ブリシオ・カルテル |

| 1994年6月24日 19:35 |

| スウェーデン                             | 3 - 1    | ロシア            |
| ブロリン 37分 (PK) · ダーリン 59分, 81分 | レポート | サレンコ 4分 (PK) |

| ポンティアック・シルバードーム（ポンティアック） 観客数: 71,528人 主審: ジョエル・キニウ |

| 1994年6月28日 13:05 |

| ロシア                                                         | 6 - 1    | カメルーン |
| サレンコ 15分, 41分, 44分 (PK), 72分, 75分 · ラドチェンコ 81分 | レポート | ミラ 46分  |

| スタンフォード・スタジアム（スタンフォード） 観客数: 74,914人 主審: ジャマル・アル・シャリフ |

| 1994年6月28日 16:05 |

| ブラジル        | 1 - 1    | スウェーデン        |
| ロマーリオ 46分 | レポート | K.アンデション 23分 |

| ポンティアック・シルバードーム（ポンティアック） 観客数: 77,217人 主審: プル・シャーンドル |

#### グループ C
| 順 位 | チーム   | 勝 点 | 試 合 | 勝 利 | 引 分 | 敗 戦 | 得 点 | 失 点 | 点 差 |
| ----- | -------- | ----- | ----- | ----- | ----- | ----- | ----- | ----- | ----- |
| 1     | ドイツ   | 7     | 3     | 2     | 1     | 0     | 5     | 3     | +2    |
| 2     | スペイン | 5     | 3     | 1     | 2     | 0     | 6     | 4     | +2    |
| 3     | 韓国     | 2     | 3     | 0     | 2     | 1     | 4     | 5     | -1    |
| 4     | ボリビア | 1     | 3     | 0     | 1     | 2     | 1     | 4     | -3    |

| 1994年6月17日 14:05 |

| ドイツ            | 1 - 0    | ボリビア |
| クリンスマン 61分 | レポート |          |

| ソルジャー・フィールド（シカゴ） 観客数: 63,117人 主審: アルトゥーロ・ブリシオ・カルテル |

| 1994年6月17日 18:35 |

| スペイン                            | 2 - 2    | 韓国                      |
| サリナス 51分 · ゴイコエチェア 55分 | レポート | 洪明甫 85分 · 徐正源 90分 |

| コットン・ボウル（ダラス） 観客数: 56,247人 主審: ペーター・ミケルセン |

| 1994年6月21日 15:05 |

| ドイツ            | 1 - 1    | スペイン            |
| クリンスマン 48分 | レポート | ゴイコエチェア 14分 |

| ソルジャー・フィールド（シカゴ） 観客数: 63,113人 主審: フィリッピ・カバーニ |

| 1994年6月23日 19:35 |

| 韓国 | 0 - 0    | ボリビア |
|      | レポート |          |

| フォックスボロ・スタジアム（フォックスボロ） 観客数: 54,453人 主審: レスリー・モットラム |

| 1994年6月27日 15:05 |

| ボリビア        | 1 - 3    | スペイン                                       |
| サンチェス 67分 | レポート | グアルディオラ 19分 (PK) · カミネロ 66分, 70分 |

| ソルジャー・フィールド（シカゴ） 観客数: 63,089人 主審: ロドリゴ・バディージャ |

| 1994年6月27日 15:05 |

| ドイツ                                  | 3 - 2    | 韓国                      |
| クリンスマン 12分, 37分 · リードレ 20分 | レポート | 黄善洪 52分 · 洪明甫 63分 |

| コットン・ボウル（ダラス） 観客数: 63,998人 主審: ジョエル・キニウ |

#### グループ D
| 順 位 | チーム       | 勝 点 | 試 合 | 勝 利 | 引 分 | 敗 戦 | 得 点 | 失 点 | 点 差 |
| ----- | ------------ | ----- | ----- | ----- | ----- | ----- | ----- | ----- | ----- |
| 1     | ナイジェリア | 6     | 3     | 2     | 0     | 1     | 6     | 2     | +4    |
| 2     | ブルガリア   | 6     | 3     | 2     | 0     | 1     | 6     | 3     | +3    |
| 3     | アルゼンチン | 6     | 3     | 2     | 0     | 1     | 6     | 3     | +3    |
| 4     | ギリシャ     | 0     | 3     | 0     | 0     | 3     | 0     | 10    | -10   |

| 1994年6月21日 12:35 |

| アルゼンチン                                            | 4 - 0    | ギリシャ |
| バティストゥータ 2分, 45分, 89分 (PK) · マラドーナ 60分 | レポート |          |

| フォックスボロ・スタジアム（フォックスボロ） 観客数: 54,456人 主審: アルトゥーロ・アンヘレス |

| 1994年6月21日 18:35 |

| ナイジェリア                                  | 3 - 0    | ブルガリア |
| イェキニ 21分 · アモカチ 43分 · アムニケ 55分 | レポート |            |

| コットン・ボウル（ダラス） 観客数: 44,132人 主審: ロドリゴ・バディージャ |

| 1994年6月25日 16:05 |

| アルゼンチン          | 2 - 1    | ナイジェリア |
| カニーヒア 21分, 28分 | レポート | シアシア 8分 |

| フォックスボロ・スタジアム（フォックスボロ） 観客数: 54,453人 主審: ボ・カールソン |

| 1994年6月26日 11:35 |

| ブルガリア                                                         | 4 - 0    | ギリシャ |
| ストイチコフ 5分 (PK), 55分 (PK) · レチコフ 65分 · ボリミロフ 90分 | レポート |          |

| ソルジャー・フィールド（シカゴ） 観客数: 63,160人 主審: アリ・ブジサイム |

| 1994年6月30日 18:35 |

| アルゼンチン | 0 - 2    | ブルガリア                        |
|              | レポート | ストイチコフ 61分 · シラコフ 90分 |

| コットン・ボウル（ダラス） 観客数: 63,998人 主審: ネジ・ジュイニ |

| 1994年6月30日 19:35 |

| ギリシャ | 0 - 2    | ナイジェリア                    |
|          | レポート | フィニディ 45分 · アモカチ 90分 |

| フォックスボロ・スタジアム（フォックスボロ） 観客数: 53,001人 主審: レスリー・モットラム |

#### グループ E
| 順 位 | チーム       | 勝 点 | 試 合 | 勝 利 | 引 分 | 敗 戦 | 得 点 | 失 点 | 点 差 |
| ----- | ------------ | ----- | ----- | ----- | ----- | ----- | ----- | ----- | ----- |
| 1     | メキシコ     | 4     | 3     | 1     | 1     | 1     | 3     | 3     | 0     |
| 2     | アイルランド | 4     | 3     | 1     | 1     | 1     | 2     | 2     | 0     |
| 3     | イタリア     | 4     | 3     | 1     | 1     | 1     | 2     | 2     | 0     |
| 4     | ノルウェー   | 4     | 3     | 1     | 1     | 1     | 1     | 1     | 0     |

| 1994年6月18日 16:05 |

| イタリア | 0 - 1    | アイルランド  |
|          | レポート | ホートン 11分 |

| ジャイアンツ・スタジアム（イーストラザフォード） 観客数: 75,338人 主審: マリオ・ファン・デル・エンデ |

| 1994年6月19日 16:05 |

| ノルウェー    | 1 - 0    | メキシコ |
| レクダル 84分 | レポート |          |

| ロバート・F・ケネディ・メモリアル・スタジアム（ワシントンD.C.） 観客数: 52,395人 主審: プル・シャーンドル |

| 1994年6月23日 16:05 |

| イタリア        | 1 - 0    | ノルウェー |
| D.バッジョ 69分 | レポート |            |

| ジャイアンツ・スタジアム（イーストラザフォード） 観客数: 74,624人 主審: ヘルムート・クルーク |

| 1994年6月24日 12:35 |

| メキシコ                    | 2 - 1    | アイルランド      |
| ルイス・ガルシア 42分, 65分 | レポート | オルドリッジ 84分 |

| シトラス・ボウル（オーランド） 観客数: 60,790人 主審: クルト・レトリスベルガー |

| 1994年6月28日 12:35 |

| イタリア        | 1 - 1    | メキシコ      |
| マッサーロ 48分 | レポート | ベルナル 57分 |

| ロバート・F・ケネディ・メモリアル・スタジアム（ワシントンD.C.） 観客数: 52,535人 主審: フランシスコ・ラモリーナ |

| 1994年6月28日 12:35 |

| アイルランド | 0 - 0    | ノルウェー |
|              | レポート |            |

| ジャイアンツ・スタジアム（イーストラザフォード） 観客数: 72,404人 主審: ホセ・トーレス・カデナ |

#### グループ F
| 順 位 | チーム         | 勝 点 | 試 合 | 勝 利 | 引 分 | 敗 戦 | 得 点 | 失 点 | 点 差 |
| ----- | -------------- | ----- | ----- | ----- | ----- | ----- | ----- | ----- | ----- |
| 1     | オランダ       | 6     | 3     | 2     | 0     | 1     | 4     | 3     | +1    |
| 2     | サウジアラビア | 6     | 3     | 2     | 0     | 1     | 4     | 3     | +1    |
| 3     | ベルギー       | 6     | 3     | 2     | 0     | 1     | 2     | 1     | +1    |
| 4     | モロッコ       | 0     | 3     | 0     | 0     | 3     | 2     | 5     | -3    |

| 1994年6月19日 12:35 |

| ベルギー        | 1 - 0    | モロッコ |
| デグリース 11分 | レポート |          |

| シトラス・ボウル（オーランド） 観客数: 61,219人 主審: ホセ・トーレス・カデナ |

| 1994年6月19日 19:35 |

| オランダ                      | 2 - 1    | サウジアラビア |
| ヨンク 50分 · タウメント 86分 | レポート | アミン 18分    |

| ロバート・F・ケネディ・メモリアル・スタジアム（ワシントンD.C.） 観客数: 50,535人 主審: マヌエル・ディアス・ベガ |

| 1994年6月25日 12:35 |

| サウジアラビア                        | 2 - 1    | モロッコ      |
| アル＝ジャバー 7分 (PK) · アミン 45分 | レポート | チャウチ 68分 |

| ジャイアンツ・スタジアム（イーストラザフォード） 観客数: 76,322人 主審: フィリップ・ドン |

| 1994年6月25日 12:35 |

| ベルギー        | 1 - 0    | オランダ |
| アルベール 65分 | レポート |          |

| シトラス・ボウル（オーランド） 観客数: 62,387人 主審: レナト・マルシグリア |

| 1994年6月29日 12:35 |

| ベルギー | 0 - 1    | サウジアラビア |
|          | レポート | オワイラン 5分 |

| ロバート・F・ケネディ・メモリアル・スタジアム（ワシントンD.C.） 観客数: 52,959人 主審: ヘルムート・クルーク |

| 1994年6月29日 12:35 |

| モロッコ    | 1 - 2    | オランダ                    |
| ナデル 47分 | レポート | ベルカンプ 43分 · ロイ 77分 |

| シトラス・ボウル（オーランド） 観客数: 60,578人 主審: アルベルト・テハーダ |

#### 各組3位チーム
| 組 | チーム         | 勝 点 | 試 合 | 勝 利 | 引 分 | 敗 戦 | 得 点 | 失 点 | 点 差 |
| -- | -------------- | ----- | ----- | ----- | ----- | ----- | ----- | ----- | ----- |
| D  | アルゼンチン   | 6     | 3     | 2     | 0     | 1     | 6     | 3     | +3    |
| F  | ベルギー       | 6     | 3     | 2     | 0     | 1     | 2     | 1     | +1    |
| A  | アメリカ合衆国 | 4     | 3     | 1     | 1     | 1     | 3     | 3     | 0     |
| E  | イタリア       | 4     | 3     | 1     | 1     | 1     | 2     | 2     | 0     |
| B  | ロシア         | 3     | 3     | 1     | 0     | 2     | 7     | 6     | +1    |
| C  | 韓国           | 2     | 3     | 0     | 2     | 1     | 4     | 5     | -1    |

### 決勝トーナメント
|  | ラウンド16                    | ラウンド16              |                                |       | 準々決勝     | 準々決勝  |                    |                    | 準決勝 | 準決勝 |  |  | 決勝 | 決勝 |
|  |                               |                         |                                |       |              |           |                    |                    |        |        |  |  |      |      |
|  | 7月2日 - シカゴ               |                         |                                |       |              |           |                    |                    |        |        |  |  |      |      |
|  |                               |                         |                                |       |              |           |                    |                    |        |        |  |  |      |      |
|  | ドイツ                        | 3                       |                                |       |              |           |                    |                    |        |        |  |  |      |      |
|  | ドイツ                        | 3                       | 7月10日 - イーストラザフォード |       |              |           |                    |                    |        |        |  |  |      |      |
|  | ベルギー                      | 2                       |                                |       |              |           |                    |                    |        |        |  |  |      |      |
|  | ベルギー                      | 2                       | ドイツ                         | 1     |              |           |                    |                    |        |        |  |  |      |      |
|  | 7月5日 - イーストラザフォード |                         | ドイツ                         | 1     |              |           |                    |                    |        |        |  |  |      |      |
|  |                               | ブルガリア              | 2                              |       |              |           |                    |                    |        |        |  |  |      |      |
|  | ブルガリア (PK)               | ブルガリア              | 2                              | 1 (3) |              |           |                    |                    |        |        |  |  |      |      |
|  | ブルガリア (PK)               |                         | 7月13日 - イーストラザフォード | 1 (3) |              |           |                    |                    |        |        |  |  |      |      |
|  | メキシコ                      | 1 (1)                   |                                |       |              |           |                    |                    |        |        |  |  |      |      |
|  | メキシコ                      | 1 (1)                   | ブルガリア                     | 1     |              |           |                    |                    |        |        |  |  |      |      |
|  | 7月5日 - フォックスボロ       |                         | ブルガリア                     | 1     |              |           |                    |                    |        |        |  |  |      |      |
|  |                               | イタリア                | 2                              |       |              |           |                    |                    |        |        |  |  |      |      |
|  | イタリア (aet)                | イタリア                | 2                              | 2     |              |           |                    |                    |        |        |  |  |      |      |
|  | イタリア (aet)                | 7月9日 - フォックスボロ |                                | 2     |              |           |                    |                    |        |        |  |  |      |      |
|  | ナイジェリア                  | 1                       |                                |       |              |           |                    |                    |        |        |  |  |      |      |
|  | ナイジェリア                  | 1                       | イタリア                       | 2     |              |           |                    |                    |        |        |  |  |      |      |
|  | 7月2日 - ワシントンD.C.       |                         | イタリア                       | 2     |              |           |                    |                    |        |        |  |  |      |      |
|  |                               | スペイン                | 1                              |       |              |           |                    |                    |        |        |  |  |      |      |
|  | スペイン                      | スペイン                | 1                              | 3     |              |           |                    |                    |        |        |  |  |      |      |
|  | スペイン                      |                         | 7月17日 - パサデナ             | 3     |              |           |                    |                    |        |        |  |  |      |      |
|  | スイス                        | 0                       |                                |       |              |           |                    |                    |        |        |  |  |      |      |
|  | スイス                        | 0                       | イタリア                       | 0 (2) |              |           |                    |                    |        |        |  |  |      |      |
|  | 7月4日 - パロアルト           |                         | イタリア                       | 0 (2) |              |           |                    |                    |        |        |  |  |      |      |
|  |                               | ブラジル (PK)           | 0 (3)                          |       |              |           |                    |                    |        |        |  |  |      |      |
|  | ブラジル                      | ブラジル (PK)           | 0 (3)                          | 1     |              |           |                    |                    |        |        |  |  |      |      |
|  | ブラジル                      | 7月9日 - ダラス         |                                | 1     |              |           |                    |                    |        |        |  |  |      |      |
|  | アメリカ合衆国                | 0                       |                                |       |              |           |                    |                    |        |        |  |  |      |      |
|  | アメリカ合衆国                | 0                       | ブラジル                       | 3     |              |           |                    |                    |        |        |  |  |      |      |
|  | 7月4日 - オーランド           |                         | ブラジル                       | 3     |              |           |                    |                    |        |        |  |  |      |      |
|  |                               | オランダ                | 2                              |       |              |           |                    |                    |        |        |  |  |      |      |
|  | オランダ                      | オランダ                | 2                              | 2     |              |           |                    |                    |        |        |  |  |      |      |
|  | オランダ                      |                         | 7月13日 - パサデナ             | 2     |              |           |                    |                    |        |        |  |  |      |      |
|  | アイルランド                  | 0                       |                                |       |              |           |                    |                    |        |        |  |  |      |      |
|  | アイルランド                  | 0                       | ブラジル                       | 1     |              |           |                    |                    |        |        |  |  |      |      |
|  | 7月3日 - ダラス               |                         | ブラジル                       | 1     |              |           |                    |                    |        |        |  |  |      |      |
|  |                               | スウェーデン            | 0                              |       | 3位決定戦    | 3位決定戦 |                    |                    |        |        |  |  |      |      |
|  | スウェーデン                  | スウェーデン            | 0                              | 3     | 3位決定戦    | 3位決定戦 |                    |                    |        |        |  |  |      |      |
|  | スウェーデン                  | 7月10日 - パロアルト    | 7月10日 - パロアルト           | 3     |              |           | 7月16日 - パサデナ | 7月16日 - パサデナ |        |        |  |  |      |      |
|  | サウジアラビア                | 7月10日 - パロアルト    | 7月10日 - パロアルト           | 1     |              |           | 7月16日 - パサデナ | 7月16日 - パサデナ |        |        |  |  |      |      |
|  | サウジアラビア                | スウェーデン (PK)       | 2 (5)                          | 1     | ブルガリア   | 0         |                    |                    |        |        |  |  |      |      |
|  | 7月3日 - パサデナ             | スウェーデン (PK)       | 2 (5)                          |       | ブルガリア   | 0         |                    |                    |        |        |  |  |      |      |
|  |                               | ルーマニア              | 2 (4)                          |       | スウェーデン | 4         |                    |                    |        |        |  |  |      |      |
|  | ルーマニア                    | ルーマニア              | 2 (4)                          | 3     | スウェーデン | 4         |                    |                    |        |        |  |  |      |      |
|  | ルーマニア                    |                         |                                | 3     |              |           |                    |                    |        |        |  |  |      |      |
|  | アルゼンチン                  | 2                       |                                |       |              |           |                    |                    |        |        |  |  |      |      |
|  | アルゼンチン                  | 2                       |                                |       |              |           |                    |                    |        |        |  |  |      |      |

#### 1回戦
| 1994年7月2日 12:00 CDT |

| ドイツ                                 | 3 - 2    | ベルギー                     |
| フェラー 6分, 40分 · クリンスマン 11分 | レポート | グルン 8分 · アルベール 90分 |

| ソルジャー・フィールド（シカゴ） 観客数: 60,246人 主審: クルト・レトリスベルガー |

| 1994年7月2日 16:35 EDT |

| スペイン                                                       | 3 - 0    | スイス |
| イエロ 15分 · ルイス・エンリケ 74分 · ベギリスタイン 86分 (PK) | レポート |        |

| ロバート・F・ケネディ・メモリアル・スタジアム（ワシントンD.C.） 観客数: 53,121人 主審: マリオ・ファン・デル・エンデ |

| 1994年7月3日 12:05 CDT |

| サウジアラビア        | 1 - 3    | スウェーデン                             |
| アル・ゲシェヤン 85分 | レポート | ダーリン 6分 · K.アンデション 51分, 88分 |

| コットン・ボウル（ダラス） 観客数: 60,277人 主審: レナト・マルシグリア |

| 1994年7月3日 13:35 PDT |

| ルーマニア                            | 3 - 2    | アルゼンチン                             |
| ドゥミトレスク 11分, 18分 · ハジ 58分 | レポート | バティストゥータ 16分 (PK) · バルボ 75分 |

| ローズボウル（パサデナ） 観客数: 90,469人 主審: ピエルルイジ・パイレット |

| 1994年7月4日 12:05 EDT |

| オランダ                      | 2 - 0    | アイルランド |
| ベルカンプ 11分 · ヨンク 41分 | レポート |              |

| シトラス・ボウル（オーランド） 観客数: 61,355人 主審: ペーター・ミケルセン |

| 1994年7月4日 12:35 PDT |

| ブラジル      | 1 - 0    | アメリカ合衆国 |
| ベベット 72分 | レポート |                |

| スタンフォード・スタジアム（スタンフォード） 観客数: 84,147人 主審: ジョエル・キニウ |

| 1994年7月5日 13:05 EDT |

| ナイジェリア  | 1 - 2 (延長) | イタリア                    |
| アムニケ 25分 | レポート     | R.バッジョ 88分, 100分 (PK) |

| フォックスボロ・スタジアム（フォックスボロ） 観客数: 54,367人 主審: アルトゥーロ・ブリシオ・カルテル |

| 1994年7月5日 16:35 EDT |

| メキシコ                                      | 1 - 1 (延長) | ブルガリア                              |
| ガルシア・アスペ 18分 (PK)                    | レポート     | ストイチコフ 6分                        |
|                                               | PK戦         |                                         |
| ガルシア・アスペ ベルナル ロドリゲス スアレス | 1 - 3        | バラコフ ゲンチェフ ボリミロフ レチコフ |

| ジャイアンツ・スタジアム（イーストラザフォード） 観客数: 71,030人 主審: ジャマル・アル・シャリフ |

#### 準々決勝
| 1994年7月9日 12:05 EDT |

| イタリア                          | 2 - 1    | スペイン      |
| D.バッジョ 25分 · R.バッジョ 87分 | レポート | カミネロ 58分 |

| フォックスボロ・スタジアム（フォックスボロ） 観客数: 53,400人 主審: プル・シャーンドル |

| 1994年7月9日 14:35 CDT |

| オランダ                          | 2 - 3    | ブラジル                                        |
| ベルカンプ 64分 · ヴィンター 76分 | レポート | ロマーリオ 53分 · ベベット 63分 · ブランコ 81分 |

| コットン・ボウル（ダラス） 観客数: 63,500人 主審: ロドリゴ・バディージャ |

| 1994年7月10日 12:05 EDT |

| ブルガリア                        | 2 - 1    | ドイツ             |
| ストイチコフ 75分 · レチコフ 78分 | レポート | マテウス 47分 (PK) |

| ジャイアンツ・スタジアム（イーストラザフォード） 観客数: 72,000人 主審: ホセ・トーレス・カデナ |

| 1994年7月10日 12:35 PDT |

| ルーマニア                                                      | 2 - 2 (延長) | スウェーデン                                                    |
| ラドチョウ 88分, 101分                                          | レポート     | ブロリン 78分 · K.アンデション 115分                            |
|                                                                 | PK戦         |                                                                 |
| ラドチョウ ハジ ルペスク ペトレスク ドゥミトレスク ベロデディチ | 4 - 5        | ミルド K.アンデション ブロリン インゲソン R.ニルソン ラーション |

| スタンフォード・スタジアム（スタンフォード） 観客数: 83,500人 主審: フィリップ・ドン |

#### 準決勝
| 1994年7月13日 16:05 EDT |

| ブルガリア             | 1 - 2    | イタリア              |
| ストイチコフ 44分 (PK) | レポート | R.バッジョ 20分, 25分 |

| ジャイアンツ・スタジアム（イーストラザフォード） 観客数: 74,110人 主審: ジョエル・キニウ |

| 1994年7月13日 16:35 PDT |

| スウェーデン | 0 - 1    | ブラジル        |
|              | レポート | ロマーリオ 80分 |

| ローズボウル（パサデナ） 観客数: 91,856人 主審: ホセ・トーレス・カデナ |

#### 3位決定戦
| 1994年7月16日 12:35 PDT |

| スウェーデン                                                       | 4 - 0    | ブルガリア |
| ブロリン 8分 · ミルド 30分 · ラーション 37分 · K.アンデション 40分 | レポート |            |

| ローズボウル（パサデナ） 観客数: 91,500人 主審: アリ・ブジサイム |

| スウェーデン | ブルガリア |

| GK                   | 1  | トーマス・ラヴェリ       |      |      |
| RB                   | 2  | ローランド・ニルソン     |      |      |
| CB                   | 3  | パトリック・アンデション |      |      |
| CB                   | 4  | ヨアキム・ビョルクルンド |      |      |
| LB                   | 14 | ポントゥス・コマルク     |      |      |
| RM                   | 11 | トマス・ブロリン         |      |      |
| CM                   | 6  | ステファン・シュヴァルツ |      |      |
| CM                   | 18 | ホーカン・ミルド         |      |      |
| LM                   | 8  | クラス・インゲソン       |      |      |
| CF                   | 7  | ヘンリク・ラーション     |      | 79分 |
| CF                   | 19 | ケネット・アンデション   | 82分 |      |
| 控え選手:            |    |                          |      |      |
| MF                   | 16 | アンデシュ・リンパル     |      | 79分 |
| 監督:                |    |                          |      |      |
| トミー・スヴェンソン |    |                          |      |      |

| GK                 | 1  | ボリスラフ・ミハイロフ |      | 46分 |
| RB                 | 16 | イリアン・キリアコフ   |      |      |
| CB                 | 3  | トリフォン・イヴァノフ |      | 42分 |
| CB                 | 5  | ペタル・フブチェフ     |      |      |
| LB                 | 4  | ツァンコ・ツヴェタノフ |      |      |
| DM                 | 6  | ズラトコ・ヤンコフ     | 73分 |      |
| CM                 | 9  | ヨルダン・レチコフ     |      |      |
| CM                 | 20 | クラシミール・バラコフ |      |      |
| AM                 | 10 | ナスコ・シラコフ       |      | 46分 |
| FW                 | 7  | エミル・コスタディノフ |      |      |
| FW                 | 8  | フリスト・ストイチコフ |      |      |
| 控え選手:          |    |                        |      |      |
| DF                 | 2  | エミル・クレメンリエフ |      | 42分 |
| GK                 | 12 | プラメン・ニコロフ     |      | 46分 |
| FW                 | 13 | イヴァイロ・ヨルダノフ |      | 46分 |
| 監督:              |    |                        |      |      |
| ディミタル・ペネフ |    |                        |      |      |

#### 決勝
| 1994年7月17日 12:35 PDT |

| ブラジル                                        | 0 - 0 (延長) | イタリア                                                   |
|                                                 | レポート     |                                                            |
|                                                 | PK戦         |                                                            |
| マルシオ・サントス ロマーリオ ブランコ ドゥンガ | 3 - 2        | バレージ アルベルティーニ エヴァーニ マッサーロ R.バッジョ |

| ローズボウル（パサデナ） 観客数: 94,194人 主審: プル・シャーンドル |

| ブラジル | イタリア |

| GK                             | 1  | クラウディオ・タファレル |      |       |
| RB                             | 2  | ジョルジーニョ           |      | 21分  |
| CB                             | 13 | アウダイール             |      |       |
| CB                             | 15 | マルシオ・サントス       |      |       |
| LB                             | 6  | ブランコ                 |      |       |
| RM                             | 17 | マジーニョ               | 4分  |       |
| CM                             | 5  | マウロ・シルバ           |      |       |
| CM                             | 8  | ドゥンガ                 |      |       |
| LM                             | 9  | ジーニョ                 |      | 106分 |
| CF                             | 7  | ベベット                 |      |       |
| CF                             | 11 | ロマーリオ               |      |       |
| 控え選手:                      |    |                          |      |       |
| DF                             | 14 | カフー                   | 87分 | 21分  |
| FW                             | 21 | ヴィオラ                 |      | 106分 |
| 監督:                          |    |                          |      |       |
| カルロス・アルベルト・パレイラ |    |                          |      |       |

| GK             | 1  | ジャンルカ・パリュウカ       |      |      |
| RB             | 8  | ロベルト・ムッシ             |      | 35分 |
| CB             | 6  | フランコ・バレージ           |      |      |
| CB             | 5  | パオロ・マルディーニ         |      |      |
| LB             | 3  | アントニオ・ベナリーヴォ     |      |      |
| RM             | 14 | ニコラ・ベルティ             |      |      |
| CM             | 13 | ディノ・バッジョ             |      | 95分 |
| CM             | 11 | デメトリオ・アルベルティーニ | 42分 |      |
| LM             | 16 | ロベルト・ドナドーニ         |      |      |
| CF             | 10 | ロベルト・バッジョ           |      |      |
| CF             | 19 | ダニエレ・マッサーロ         |      |      |
| 控え選手:      |    |                              |      |      |
| DF             | 2  | ルイジ・アポローニ           | 41分 | 35分 |
| MF             | 17 | アルベリコ・エヴァーニ       |      | 95分 |
| 監督:          |    |                              |      |      |
| アリゴ・サッキ |    |                              |      |      |

## 優勝国
| 1994 FIFAワールドカップ優勝国 |
| ----------------------------- |
| · ブラジル · 6大会ぶり4回目   |

## 得点ランキング
| 順位 | 選手名                       | 国籍         | 得点数 |
| ---- | ---------------------------- | ------------ | ------ |
| 1    | フリスト・ストイチコフ       | ブルガリア   | 6      |
| 1    | オレグ・サレンコ             | ロシア       | 6      |
| 3    | ロマーリオ                   | ブラジル     | 5      |
| 3    | ロベルト・バッジョ           | イタリア     | 5      |
| 3    | ケネト・アンデション         | スウェーデン | 5      |
| 3    | ユルゲン・クリンスマン       | ドイツ       | 5      |
| 7    | ガブリエル・バティストゥータ | アルゼンチン | 4      |
| 7    | フロリン・ラドチョウ         | ルーマニア   | 4      |
| 7    | マルティン・ダーリン         | スウェーデン | 4      |

## 表彰
- FIFAフェアプレー賞： ブラジル
- エンターテイニングチーム賞： ブラジル

### 個人賞
| 賞                           | 選手名                 | 国籍       | 備考   |
| ---------------------------- | ---------------------- | ---------- | ------ |
| ゴールデンボール（大会MVP）  | ロマーリオ             | ブラジル   | 優勝   |
| シルバーボール               | ロベルト・バッジョ     | イタリア   | 準優勝 |
| ブロンズボール               | フリスト・ストイチコフ | ブルガリア | 4位    |
| ゴールデンシューズ（得点王） | フリスト・ストイチコフ | ブルガリア | 6得点  |
| ゴールデンシューズ（得点王） | オレグ・サレンコ       | ロシア     | 6得点  |
| ヤシン賞（最優秀GK）         | ミシェル・プロドーム   | ベルギー   | 4失点  |

### オールスターチーム
決勝戦の開催前の7月16日、FIFAワールドカップ優勝経験者であるペレやボビー・チャールトンを含むFIFAの専門家により大会のオールスターチームが選出された。オールスターチームの選出は大会史上初の試みとなる。
| ポジション | 選手名                 | 国籍         |
| ---------- | ---------------------- | ------------ |
| GK         | ミシェル・プロドーム   | ベルギー     |
| DF         | パオロ・マルディーニ   | イタリア     |
| DF         | マルシオ・サントス     | ブラジル     |
| DF         | ジョルジーニョ         | ブラジル     |
| MF         | クラシミール・バラコフ | ブルガリア   |
| MF         | トマス・ブロリン       | スウェーデン |
| MF         | ゲオルゲ・ハジ         | ルーマニア   |
| MF         | ドゥンガ               | ブラジル     |
| FW         | ロマーリオ             | ブラジル     |
| FW         | ロベルト・バッジョ     | イタリア     |
| FW         | フリスト・ストイチコフ | ブルガリア   |